# Прохождение Фобоса, видимое с Марса
Прохождение Фобоса по диску Солнца при наблюдении с Марса происходит, когда Фобос проходит непосредственно между Солнцем и точкой на поверхности Марса, где находится наблюдатель, и закрывает большую часть видимого диска Солнца. При прохождении Фобос наблюдается с Марса как большой тёмный диск, быстро движущийся по видимому диску Солнца. В то же время по поверхности Марса движется тень от Фобоса.

## Прохождение
Прохождение Фобоса по диску Солнца для наблюдателя на Марсе обычно длится около 30 секунд, поскольку период обращения спутника вокруг Марса составляет всего 7,6 часа.
Поскольку Фобос обращается близко к Марсу почти в плоскости экватора, то прохождения Фобоса происходят для разных точек на поверхности Марса в течение большей части года. Наклон орбиты Фобоса составляет 1,08°, поэтому широта, на которую приходится тень на поверхности Марса, варьируется в зависимости от сезона года и достигает широт от -70,4° до  70,4°. Близость Фобоса к Марсу приводит к тому, что он не виден на широтах меньше -70,4° и больше 70,4°.
Для произвольной точки на поверхности Марса существуют два интервала в году, когда тень Фобоса или Деймоса проходит над точкой на данной широте. В течение каждого такого интервала может наблюдаться десяток прохождений Фобоса для данного пункта наблюдения (прохождений Деймоса над данным пунктом за тот же интервал времени может быть 0-1). Прохождения Фобоса происходят в течение осени и зимы в соответствующих полушариях. Вблизи экватора прохождения происходят вблизи весеннего и осеннего равноденствий, а по мере приближения к полюсам прохождения смещаются в сторону солнцестояний.
Наблюдатели в высоких широтах (но менее 70,4°) увидят значительно меньший угловой размер Фобоса, поскольку они будут находиться значительно дальше от спутника, чем наблюдатели на экваторе. В результате для наблюдателей в высоких широтах при прохождении Фобос будет закрывать меньшую часть диска.
Марсоход "Оппортьюнити" сфотографировал прохождения Фобоса 7, 10 и 12 марта 2004 года. На снимках ниже в первом ряду показано время по шкале UTC, во втором ряду показано местное марсианское солнечное время.
|                   |                   |
| 02:46:23 08:16:41 | 02:46:33 08:16:51 |

|                   |                   |                   |
| 07:36:28 11:04:23 | 07:36:38 11:04:32 | 07:36:48 11:04:42 |

|                   |                   |                   |                   |
| 13:40:47 15:42:35 | 13:40:57 15:42:44 | 13:41:07 15:42:54 | 13:41:17 15:43:04 |

Данные в таблице ниже получены с помощью JPL Horizons. Существуют некоторые расхождения с моментами времени, указанными рядом с изображениями выше. Они могут возникать из-за неточности эфемерид, используемых JPL Horizons; также JPL Horizons приводит местное солнечное время, а выше указано среднее солнечное время (моменты не совпадают из-за марсианского аналога уравнения времени).
| Продолжительность Земное время (UTC)                                     | Продолжительность (Местное солнечное время) | Минимальное расстояние | Угловой диаметр Фобоса | Угловой диаметр Солнца | Высота Солнца |
| ------------------------------------------------------------------------ | ------------------------------------------- | ---------------------- | ---------------------- | ---------------------- | ------------- |
| предыдущие прохождения в конце апреля 2003 года – и начале мая 2003 года |                                             |                        |                        |                        |               |
| 7 марта 2004 года (02:46:25 – 02:46:54)                                  | 08 18 32 – 08 19 00                         | 671"                   | 779,2"                 | 1230,7"                | 34,6°         |
| 8 марта 2004 года (01:39:58 – 01:40:31)                                  | 06 35 36 – 06 36 08                         | 517"                   | 665,0"                 | 1229,8"                | 8,9°          |
| 10 марта 2004 года (07:36:33 – 07:37:07)                                 | 11 06 16 – 11 06 49                         | 114"                   | 908,4"                 | 1227,6"                | 76,3°         |
| 11 марта 2004 года (14:47:15 – 14:47:53)                                 | 17 27 19 – 17 27 56                         | 193"                   | 669,4"                 | 1226,3"                | 8,0°          |
| 12 марта 2004 года (13:41:02 – 13:41:38)                                 | 15 44 38 – 15 45 13                         | 64"                    | 784,5"                 | 1225,5"                | 33,7°         |
| 13 марта 2004 года (12:30:00 – 12:30:28)                                 | 13 57 16 – 13 57 42                         | 625"                   | 880,4"                 | 1224,6"                | 60,4°         |
| следующие прохождения во второй половине марта 2005 года                 |                                             |                        |                        |                        |               |

## Изображения тени
При наблюдении с орбиты кажется, что тень Фобоса быстро движется по поверхности Марса. Mars Global Surveyor сделал много фотографий тени Фобоса.

### Викинг-1
В 1970-х годах аппарат Викинг-1 сфотографировал тень Фобоса на поверхности Марса. Спускаемый аппарат обнаружил тень, проходящую через него.
При этом тень выглядела как слабое потускнение света; камера аппарата не получала изображений Солнца. Над аппаратом тень прошла примерно за 20 секунд, двигаясь со скоростью 2 км/с. Тень также наблюдалась спутником Viking 1 Orbiter, что позволило точно определить положение аппарата на Марсе.

### Изображение 26 августа 1999 года
Гораздо более подробные изображения тени были получены, когда в 1997 году на Марс прибыл Mars Global Surveyor с камерой высокого разрешения. Одно из таких изображений было получено 26 августа 1999 года. Опубликовано изображение было 1 ноября 1999 года в рамках пресс-релиза NASA.
При исследовании карт Марса мы видим, что тень имеет центр в точке 10,9°с.ш. и 49,2°з.д.
Можно посмотреть на изначальные файлы изображений M04-03241 (красный цвет) и M04-03242 (синий цвет), являющиеся частью набора изображений MOC Wide-Angle Images, Region Lunae Palus, Subphase M04.  Момент начала съёмки  03:26:13,01 UTC, время накопления сигнала для одного снимка 80,4800 миллисекунд. Поскольку тень имеет центр на 6400 пикселей от нижнего края оригинального 10800-пиксельного изображения, то итоговый момент для получения центра тени получается при добавлении (6400 × 0,08048 × 4) = 2060,3 секунд = 34 минуты 20,3 секунды, что даёт момент 04:00:33,3 UTC.
По данным JPL Horizons момент середины прохождения должен быть равен 04:00:36 UTC,  что согласуется с расчётами выше в пределах ошибок определения координат наблюдателя. По местному марсианскому времени это соответствует 14:41, высота Солнца составляла 46,5° над горизонтом.  JPL Horizons также даёт оценку расстояние между Землёй и Марсом 26 августа 1999 года 9,6 световых минут.

### Другие изображения
Существуют десятки других изображений тени, но они обладают существенно меньшим разрешением. Три таких изображения были представлены в рамках пресс-релиза NASA, состоявшегося 1 ноября 1999 года.
Временные метки на фотографиях в пресс-релизе NASA не соответствуют реальному времени, когда тень была сфотографирована, поскольку они отражают момент начала съёмки гораздо более крупного изображения. Mars Global Surveyor обращается вокруг Марса по полярной орбите с периодом 117,65 минут, при этом камера смотрит непосредственно вниз. В результате получают изображение в виде длинной тонкой вертикальной полосы, в которой пиксели в верхней части получены спустя примерно час после пикселей в нижней части изображения. В высоту изображение может достигать 43200 пикселей, но для слияния смежных строк применяется дополнительное суммирование. При факторе суммирования 27 каждые 27 строк сливаются в одну, что даёт изображение в 1600 пикселей в высоту. Следовательно, для определения реального момента получения изображения тени Фобоса необходимо определить положение первоначального изображения и измерить количество пикселей от нижнего края изображения до местоположения тени, а также найти соответствующее смещения от момента начала съёмки.